# Wang Jingbin
Wang Jingbin (Benxi, 9 de maig de 1995) és un futbolista xinès. Va disputar 2 partits amb la selecció de la Xina.

## Estadístiques
| Selecció de la Xina | Selecció de la Xina | Selecció de la Xina |
| Anys                | Partits             | Gols                |
| ------------------- | ------------------- | ------------------- |
| 2017                | 2                   | 1                   |
| Total               | 2                   | 1                   |